# Ouwerkerk
Pour les articles homonymes, voir Ouwerkerk (homonymie).
Ouwerkerk est un village appartenant à la commune néerlandaise de Schouwen-Duiveland, situé dans la province de la Zélande. Le 2 janvier 2008, le village comptait 663 habitants.
Ouwerkerk était une commune indépendante jusqu'au 1er janvier 1961. À cette date, la commune fusionna avec Nieuwerkerk et Oosterland pour former la nouvelle commune de Duiveland.